# Мятежный дух Кракатау
«Мятежный дух Кракатау» (англ. Fair Wind to Java) — американский кинофильм 1953 года режиссёра Джозефа Кейна. Экранизация романа Гарленда Роарка «Огненный ветер над Явой».

## Теглайн
«ADVENTURE…SPECTACLE…SAVAGE LOVE!»

## Сюжет
Действие фильма происходит в 1883 году.
Капитан американского торгового судна ищет затонувший голландский корабль с несметными сокровищами. Он хочет разбогатеть, чтобы купить собственный корабль. Ради этого он отклоняется от курса на Бостон и заходит в территориальные воды Явы. В него влюбляется местная девушка Ким-Ким и начинает ему помогать. Об этом узнаёт местный правитель и подвергает её наказанию. Боллу остаётся только выкрасть возлюбленную. В это время начинается извержение вулкана, одно из крупнейших в истории. Взрывная волна накрыла весь регион..

## В ролях
- Фред Макмюррей — капитан Болл
- Вера Ралстон — Ким-Ким
- Роберт Дуглас — Пуло Бесар/святой Эбенезер
- Виктор МакЛаглен — О’Брайен
- Джон Рассел — Флинт
- Бадди Баэр — король
- Клод Джарман — Чесс
- Грант Уитерс — Джейсон Блю
- Ховард Петри — Ридер
- Пол Фикс — Уилсон
- Сухата — танцовщица
- Филип Ан — Гасти
- Кей Люк — Пидада
- Вирджиния Бриссак — Бинтанг

## Премьеры
Премьера фильма состоялась 28 апреля 1953 года в США.